# J.R. Tolkien (Schiff)
Die J.R. Tolkien ist ein Zweimast-Gaffel-Topsegelschoner unter niederländischer Flagge.

## Geschichte
Das Schiff lief 1964 als Hafenschlepper Dierkow bei der Schiffswerft „Edgar André“ in Magdeburg vom Stapel. Es war einer von zwei Schleppern der Serie Dierkow. Das beim Bau 26,43 Meter lange und 7,60 Meter breite Schiff verfügte anfangs über einen dieselelektrischen Antrieb, dessen Fahrmotor mit einer Leistung von 660 kW von zwei Dieselgeneratoren mit jeweils 355 kW versorgt wurden. Der maximale Pfahlzug des Schleppers betrug rund zehn Tonnen, die Besatzung konnte aus bis zu acht Personen bestehen. Der erste Eigner der Dierkow war die Lotsen-, Bugsier- und Bergungsreederei (BBB) in Rostock, die das Schiff rund 26 Jahre im Überseehafen Rostock einsetzte.
Im Dezember 1995 übernahm das Ehepaar Anna und Jaap van der Rest das Schiff, ließ es im Herbst 1996 mittels Schwertransport nach Amsterdam schleppen und bis 1998 umfangreich zuerst zum Zweimast-Logger und dann zum Gaffel-Topsegelschoner umbauen, wobei auch die Antriebsanlage erneuert wurde. Basishafen ist in der Regel Kiel. Neben den gebuchten Reisen ist die J.R. Tolkien, oft gemeinsam mit der Loth Loriën des gleichen Eigners, auf Veranstaltungen wie der Kieler Woche oder dem Hamburger Hafengeburtstag anzutreffen. Bereits im ersten Jahr des Umbaus nahm die J.R. Tolkien bei der Großsegler Regatta in Rostock teil und belegte in der Klasse der Schoner den 2. Platz. Die J.R. Tolkien gehört zu den wenigen Schiffen, die seit zehn Jahren ohne Unterbrechung an der Jade-Weser-Port-Regatta teilnehmen. Auch im Ausland nimmt das Schiff regelmäßig an Seglertreffen teil, so gewann sie z. B. das Race of the Classics Rotterdam-Ramsgate 2003 und nahm auch 2007 teil, wie auch an den Armadas in Rouen 2003, 2008 und 2013 und bei den Tonnerres in Brest 2012.
Die zugelassene Passagierzahl variiert nach Reiselänge, bei Standardreisen sind Kabinen für bis zu 32 Teilnehmer vorhanden, auf Tagestouren bis zu 90 Passagieren. Die Passagiere werden auf Wunsch aktiv in den Schiffsbetrieb eingebunden.

## Unfälle
Zu einem schweren Seeunfall kam es am 12. Juli 2010. Die J.R. Tolkien kollidierte mit dem Containerschiff Navi Baltic auf dem Nord-Ostsee-Kanal. Das gut 168 Meter lange Containerschiff befand sich auf dem Weg zur Ostsee, wenige Kilometer vor der Schleuse in Kiel-Holtenau. Die J.R. Tolkien fuhr in Gegenrichtung auf dem Weg durch den Kanal nach Hamburg und kollidierte mit der Backbordseite des Frachters auf einer Länge von ca. 150 Metern. Während die Navi Baltic lediglich Farbe einbüsste, wurde auf der J.R. Tolkien der hölzerne Klüverbaum komplett bündig abgebrochen, der Bugspriet verbogen und Spanten an mehreren Stellen der Backbordseite beschädigt. Die Bundesstelle für Seeunfalluntersuchung ermittelte abschließend einen Steuerfehler des Rudergängers der J.R. Tolkien.
Im September 2012 lief die J.R. Tolkien mit 90 Schülern an Bord in der Nähe des Jade-Weser-Ports auf Grund. Es wurde niemand verletzt und nachdem zwei anderen Schiffe die J.R. Tolkien freischleppten, konnte die Fahrt fortgesetzt werden.

## Bilder

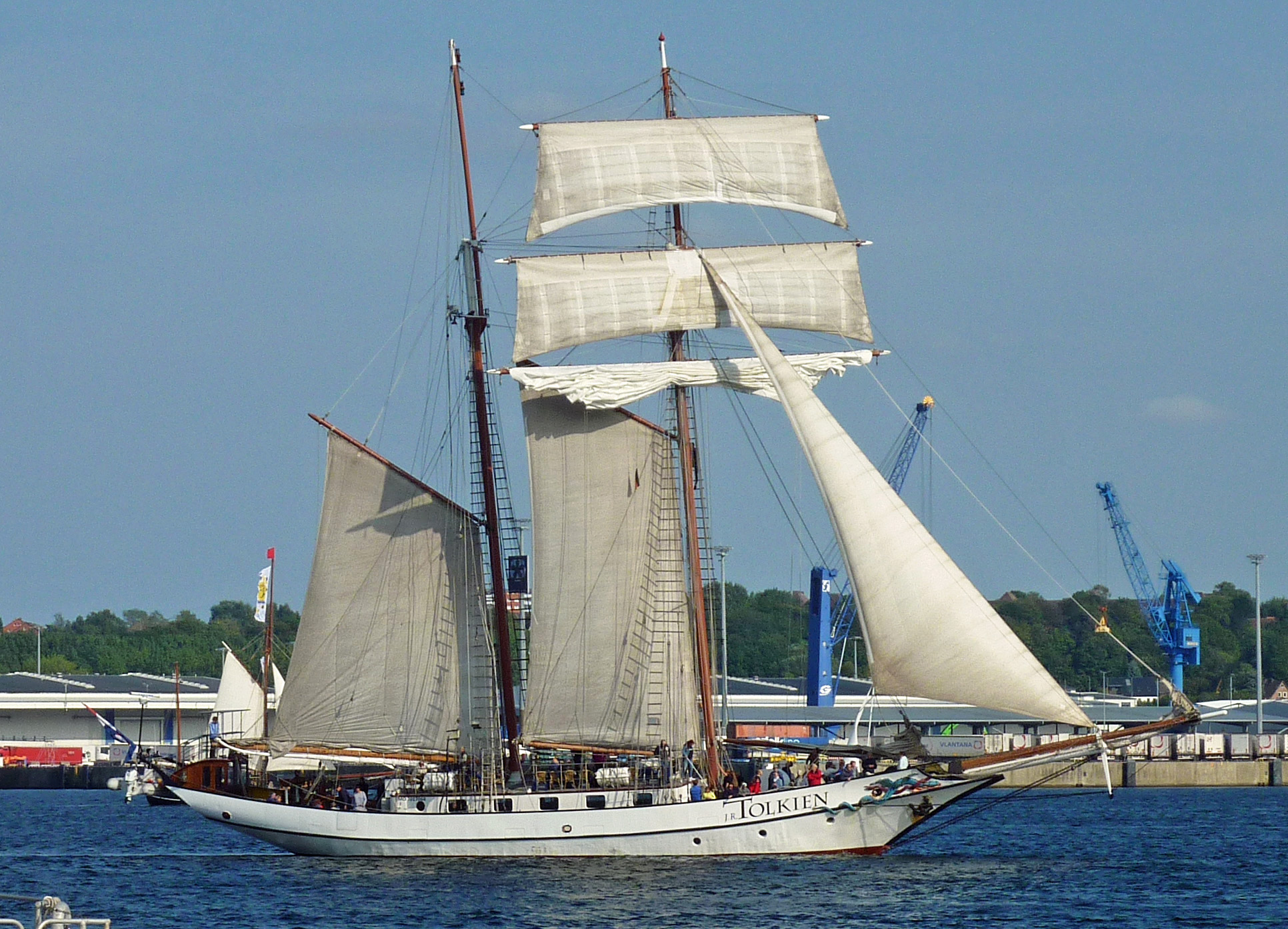
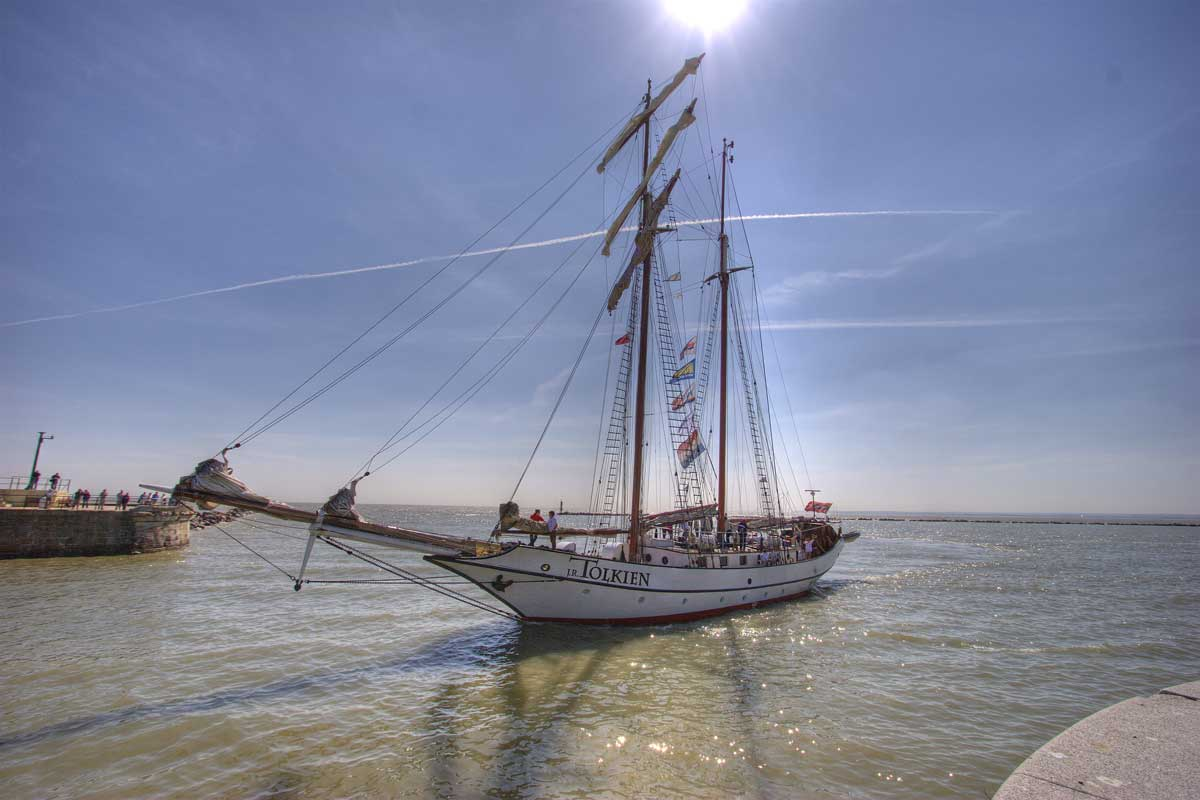
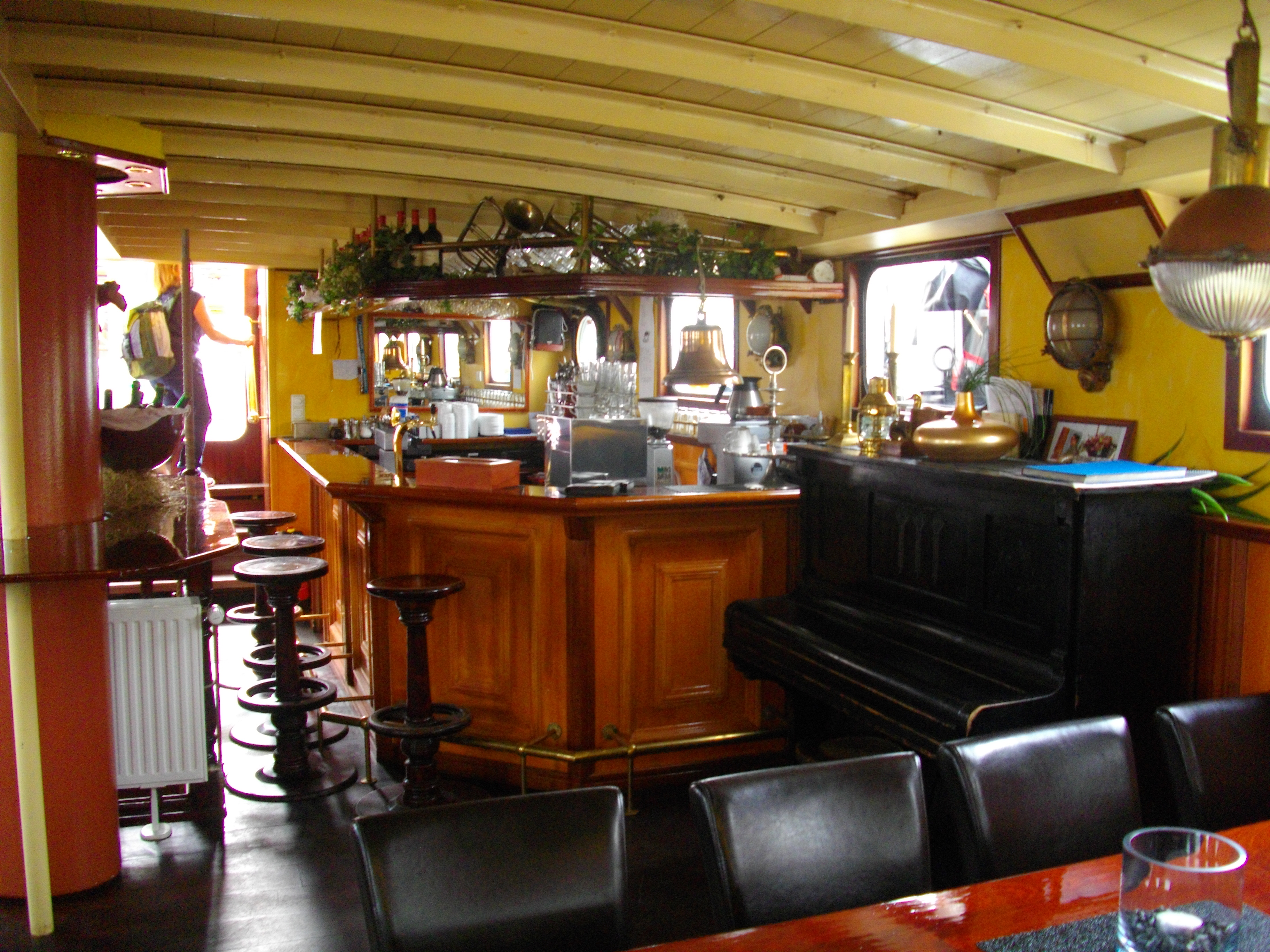
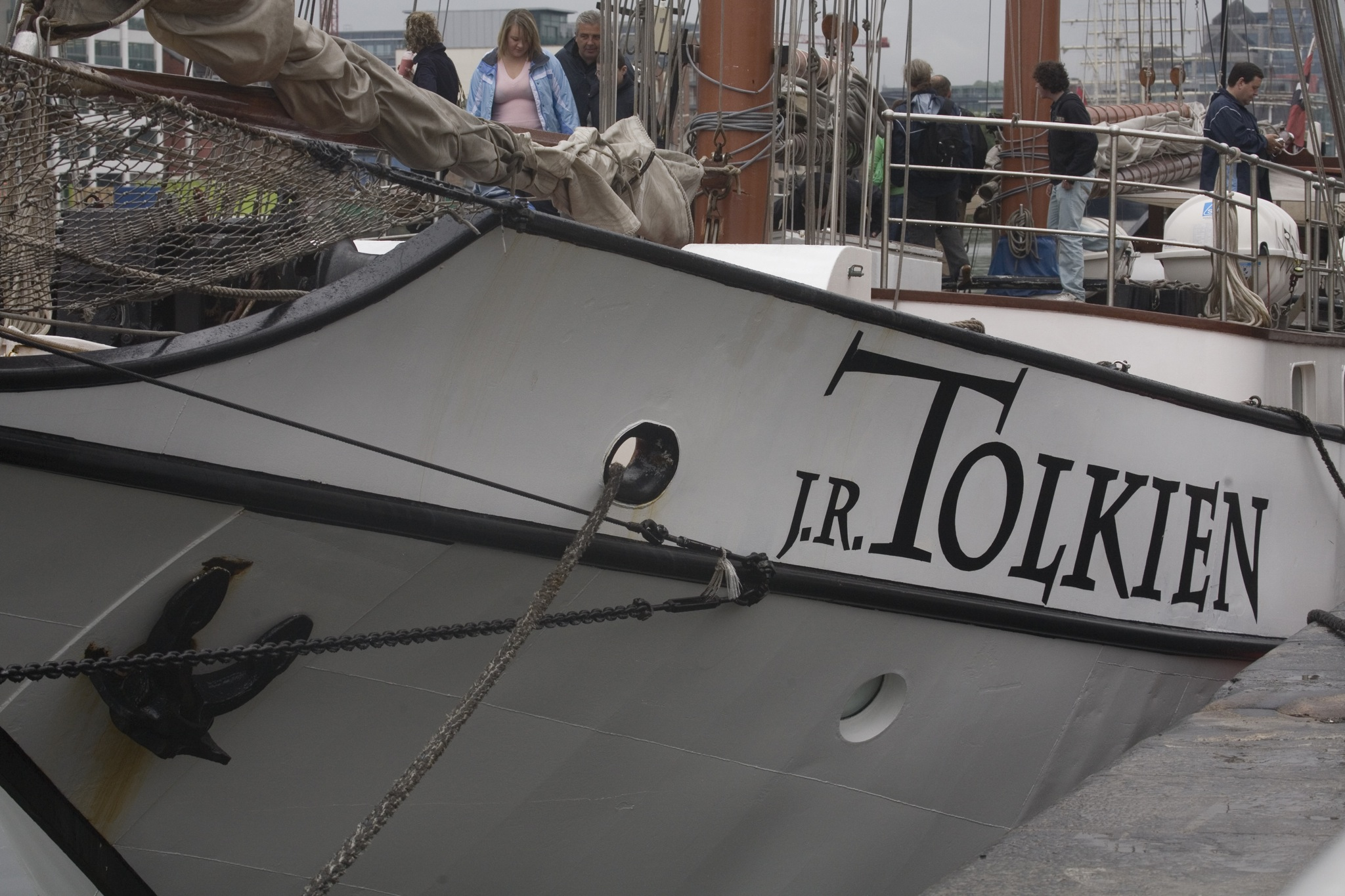
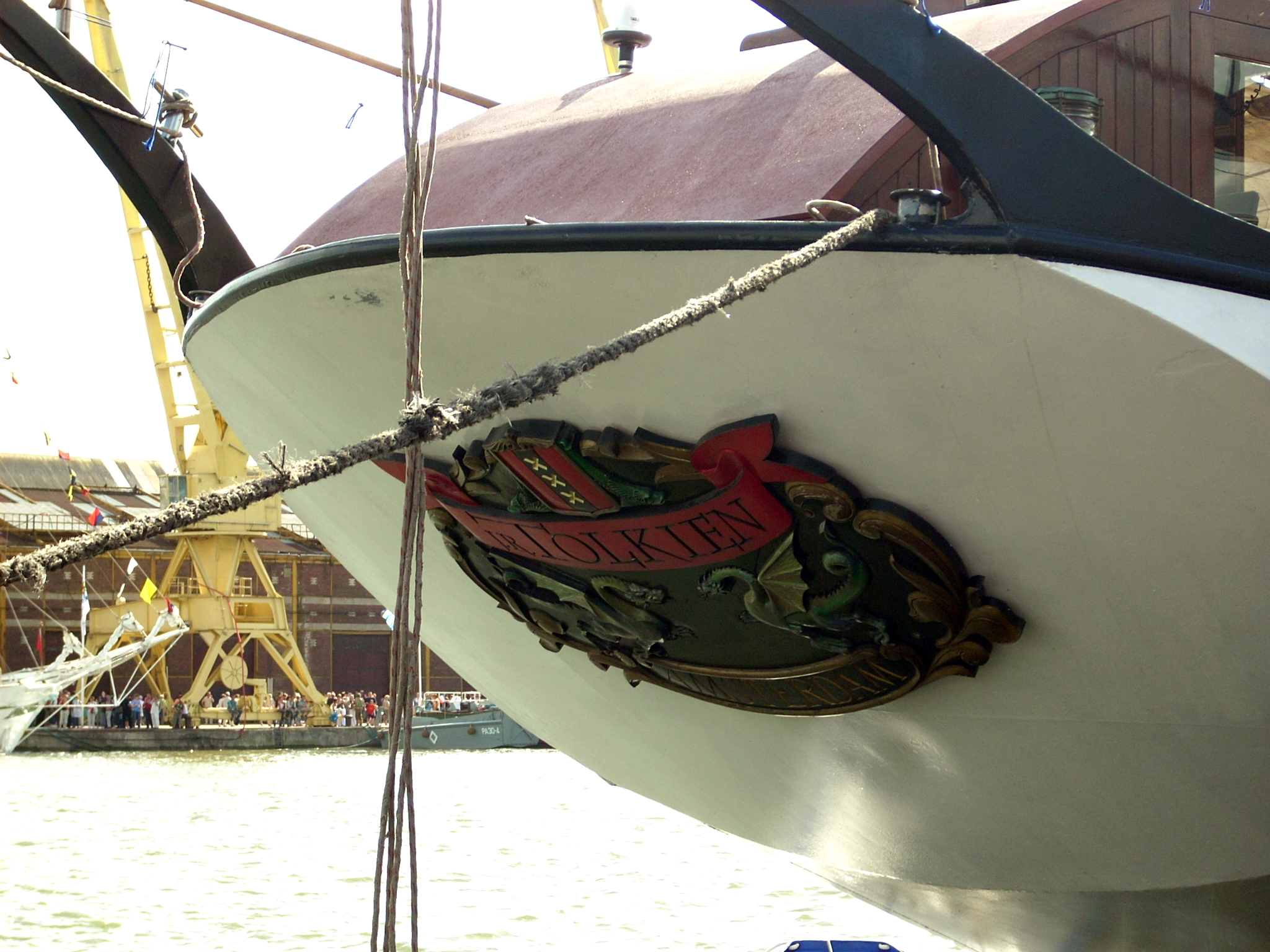